# Георг Вилхелм Фридрих Хегел
Георг Вилхелм Фридрих Хегел (Штутгарт, 27. август 1770 — Берлин, 14. новембар 1831) био је немачки филозоф. Хегел је филозоф доба идеализма, заступник апсолутног идеализма и један од родоначелника модерне филозофије. Образовање је стекао на протестантском Богословском факултету Универзитета у Тибингену, где је склопио пријатељство са будућим филозофом Фридрихом Шелингом и песником Фридрихом Хелдерлином. Веома је ценио филозофију Платона, Аристотела, Декарта, Спинозе, Канта и Русоа и идеје француске револуције. Сматран је последњим великим метафизичарем. Умро је као жртва епидемије колере, која се ширила Берлином у лето и јесен 1831. године.

## Биографија

### Детињство и младост
Хегел се рођен у чиновничкој породици. Његов отац, Георг Лудвиг Хегел, студирао је право на Универзитету Тибингена, а у време Хегеловог рођења био је на положају секретара Пореске управе при Министарству финансија, на двору војводства Виртемберга. По породичном предању, Хегелови су пореклом из Аустрије, а оснивач породице Јохан Хегел је емигрирао из католичке Аустрије у протестантски Виртемберг у шеснаестом веку, у време кад су аустријски протестанти приморавани да пређу у Католике, 1500-их. Хегелова мајка, Марија Магдалена Луиза Хегел (девојачко Фром), чији је отац био правник на положају у Високом суду правде на двору Виртемберга, води порекло до Јохана Бенца, истакнутог виртембершког протестантског реформатора из шеснаестог века. Хегел је био једно од шестеро деце од које су само његова сестра Кристијана Луиза и брат Георг Лудвиг доживели одрасло доба. Образовање и култура су били веома битни у Хегеловој породици, тако да су га родитељи уписали у тзв. Немачку школу већ са три године, а са пет година је похађао наставу у тзв. Латинској школи. Латински је такође учио од своје мајке Марије Луизе којој је био веома привржен и која је била врло учена жена за то доба. Са десет година отац му је плаћао приватне часове из геометрије код истакнутог локалног математичара Дутенхофера (K. A. F. Duttenhofer), а временом и приватне часове из других области; врло је могуће да је тако научио француски језик. Хегелови родитиељи су плаћали претплату за утицајни журнал Општа немачка библиотека,  у ком су се појавиле прве расправе о Кантовој филозофији. 
Хегел је био предан ученик и често је ишао у шетњу у пратњи својих учитеља. Једном таквом приликом, са осам година, му је његов учитељ Лефлер (Löffler) поклонио књигу Шекспирових сабраних дела у немачком преводу Ешенбурга (Eschenburg), уз опаску: „да иако их сада не може разумети, брзо ће научити да их разуме”.
У јесен 1788. године, након похађања гимназије у Штутгарту, уписује протестантску Богословију у Тибингену, спремајући се за каријеру протестантског свештеника. Као младић био је неуморан студент; све важније књиге које је читао потанко је анализовао и дуга места из њих исписивао. Права култура, говорио је он, мора да почне одлучним савлађивањем самога себе; сличан је био и питагоровски систем васпитања, јер је ученицима наређивао да ћуте за првих пет година свога учења. Двојица његових колега и пријатеља из тог периода су Фридрих Шелинг и Фридрих Хелдерлин. Након успешних студија Богословије, Хегел у јесен 1793. године одлази у Берн у Швајцарску, где ради као приватни учитељ у једној аристократској породици, задржавши се до 1796. године. Од јануара 1797. до краја 1800. године, радио је као приватни учитељ у Франкфурту на Мајни, где је поново успоставио контакт са колегом из ране младости, Фридрихом Холдерлином, који је имао значајну улогу у формирању његових раних филозофских уверења. Захваљујући наследству после смрти свога оца, Хегел је био у стању да напусти своју позицију као тутор и следи своје академске амбиције.

### Каријера и смрт
Почетком 1801. године одлази у Јену. Његов пријатељ из студентских дана, Фридрих Шелинг, је постао Фихтеов наследник на месту професора филозофије на чувеном Универзитету у Јени, родном месту немачке идеалистичке и романтичарске мисли. Са Шелинговом подршком, Хегел успешно пролази квалификациони испит за професора у јесен 1801. године и хабилитовао са тезом на тему филозофије природе – De Orbitis Planetarum. У почетку, Шелинг и Хегел су блиско сарађивали, што потврђује и један филозофски журнал Kritisches Journal der Philosophie, који су од 1802. године заједно уређивали и објављивали. Журнал престаје да излази одласком Шелинга из Јене, 1803. године. Године 1805. Хегел је именован за ванредног професора на универзитету, али га финансијске потешкоће приморавају да напусти позицију, што ће и учинити у јесен 1806. године. Интервенцијом једног пријатеља постаје уредник дневних новина у Бамбергу, марта 1807. године. У новембру 1808. године, исти пријатељ му помаже да постане ректор и професор у гимназији у Нирнбергу. Након неколико година у том својству, Хегел је поново у позицији да се врати универзитетском животу. Године 1816. позван је на Универзитет у Хајделбергу, који ће напустити 1818. године како би преузео катедру на Универзитету у Берлину, као наследник Јохана Готлиба Фихтеа. Ту се показао као врстан таленат за академску наставу и успео да осигура доминантну позицију у савременим дискусијама својих филозофских доктрина. Умро је у Берлину, 14. новембра 1831. године за време епидемије колере, на врхунцу своје славе. Хегелова дела се могу поделити у три групе: (1) текстове које је сам написао и који су објављени за његовог живота; (2) текстове које је сам написао, али који нису објављени за његовог живота; и (3) текстове које није сам написао и који нису објављени за његовог живота. Два текста из његових раних година се не уклапају у ову шему. Први је превод Картовог памфлета, једног законодавца из Берна, на тему политичке ситуације у швајцарском кантону Во, који је Хегел превео и анонимно објавио 1798. године. То је његов први штампани текст. Други је један фрагмент који датира из истог периода, познат као Systemprogramm des deutschen Idealismus (Систем-програм немачког идеализма). Текст је преживео у Хегеловим рукописима, али је његово ауторство још увек предмет контроверзи.
Најранији списи из овог периода, датирају из његових првих времена у Јени. Његово прво филозофско дело носи име Differenz des Fichte’schen und Schelling’schen Systems der Philosophie (Разлика између Фихтеовог и Шелинговог система филозофије), из 1801. године.
Хегелово проучавање грчке књижевности изазвало је у њему одушевљење за античку културу које га није остављало ни онда кад је безмало сасвим престао да се одушевљава за друге ствари. „При помену Грчке образован човек у Европи, нарочито Немац, осећа се као код куће. Европљани су добили своју религију са даљег извора, с Истока; ... али, што је овде, што је присутно, — науку и уметност, што задовољава наш духовни живот, што га уздиже и украшава, - добијамо, посредно или непосредно, из Грчке.“ Једно време религију Грка више је ценио него хришћанство; у једном спису о животу Исусову у којем је Исуса схватио као сина Марије и Јосифа, а чудесне елементе оставио по страни, антиципирао је схватања Штраусова и Ренанова. Доцније се одрекао овога дела.
И у политици је показивао револуционарни дух, али се не би могло закључивати да га је имао по оном што је доцније обожавао status quo. Kao студент теологије у Тибингену, са Шелингом жарко је бранио Француску револуцију, и једнога дана рано ујутро засадио је на тргу Дрво слободе. „Француски народ, купајући се у својој револуцији (писао је он) ослободио се многе установе што ју је људски дух оставио као детињу обућу, јер га је притискивала, а притискује још и друге као мртви окови.“ У оним наде пуним данима, „кад је бити млад значило бити у правом рају“, Хегел је, као Фихте, флертовао с неком врстом аристократског социјализма и предао се, са значајном снагом, романтичкој струји која се раширила по целој Европи.
Своје студирање завршио је у Тибингену године 1793. и добио сведочанство по којем је био обдарен човек и добар карактер, вичан теологији и филологији, али без филозофске спреме. У то време био је без средстава, и свој хлеб морао је да заслужује као васпитач у Берну и Франкфурту. То су биле године правог његовог развитка: док се Европа комадала у националистичким борбама, Хегел је сабирао своју духовну снагу и развијао се. Тада (године 1799) умре му отац, и он се, пошто је наследио отприлике шест хиљада марака, држао за богата човека, и остави васпитачко занимање. Молио је свога пријатеља Шелинга да га посаветује где би се могао настанити, и распитивао се за какво место где има једноставне хране, много књига и „ein gutes Bier“ (доброг пива). Шелинг му је препоручио Јену, која је била универзитетска варош под јурисдикцијом војводе од Вајмара. У Јени је у то доба Фридрих Шилер предавао историју; Лудвиг Тик, Новалис и браћа Вилхелм и Фридрих фон Шлегел проповедали су романтику; Готлиб Фихте и Фридрих фон Шелинг развијали су ту своју филозофију. Хегел дође у Јену године 1801, а 1803. постао је доцент универзитета.
Када је године 1806. Наполеонова победа над Прусима помела малу научничку варош и унела у њу страву, Хегел је још био у Јени. Француски војници упадну у његов стан, и он, као што то приличи једном филозофу, ухвати маглу, носећи са собом рукопис свог првог великог дела, Феноменологије духа. Неко време био је толико лишен свих средстава да је Гете саветовао Кнебела нека Хегелу узајми нешто новаца да преброди највећу невољу. Готово огорчен, писао је Хегел Кнебелу: „Искуство ме је уверило о истини библијских речи, и оне су постале моја звезда водиља: Тражите најпре храну и одећу, а царство небеско доћи ће већ само.“ Најпре је редиговао неке новине у Бамбергу; затим, године 1812, постао је у Нирнбергу директор једне гимназије. На томе положају, можда, стоичке нужности административног посла охладиле су његово одушевљење за романтику, и слично Наполеону и Гетеу, направиле су од њега класичан лик несавремен у романтичком времену. У Нирнбергу је написао своју Логику (1812—16), која је благодарећи својој неразумљивости освојила Немачку, и донела му катедру филозофије у Хајделбергу. У Хајделбергу је написао своју голему Енциклопедију филозофиских наука (1817), и на основу тога дела, године 1818, позван је на универзитет у Берлину. Од тога времена па све до краја свога живота он је неоспоравано владао царством филозофије као Гете царством књижевности, и Бетовен царством музике.
Ако је Хегел, у својим доцнијим годинама, био више склон конзервативним неголи радикалним закључцима своје филозофије, то се делимично догодило стога што је дух времена (да употребимо његову сопствену историјску фразу) био уморан од сувише многих промена. После револуције 1830. године он је писао: „Најзад, после четрдесет година ратовања и неизмерних пометњи, старо срце може се радовати што види крај свега тога, и што је почео период мирољубивог задовољства.“ Није било сасвим у реду што је филозоф борбе и дијалектичар развитка постао бранилац задовољства; али, човек са шездесет година има право да захтева мир. Противречности у Хегеловом мишљењу биле су, ипак, и сувише дубоке да би допуштале мир; и у идућем нараштају његови наследници са дијалектичком фаталношћу поцепали су се у „Хегеловску десницу“ и „Хегеловску левицу“. Вајсе и млађи Фихте нашли су у схватању да је стварност умна један филозофски израз за учење о Провиђењу, и оправдање за једну политику апсолутне послушности. Фојербах, Молешот, Бауер и Маркс вратили су се ка скептицизму и „вишем критицизму“ Хегелове младости, и филозофију историје развијали су у теорију борбе класа која је с хегеловском нужношћу водила ка „неминовном социјализму“. Место Апсолутног што историју одређује духом времена, Маркс је усвојио покрете маса и економске моћи као основне узроке свих фундаменталних промена без обзира да ли се оне дешавају у свету ствари или у животу мишљења, Хегел, царски професор, расуо је клице социјализма.
Стари филозоф прогласио је радикале за сањаре, и брижљиво је крио своје раније расправе. Он се придружио пруској влади, благословио је најновије откровење Апсолутног, и грејао се на сунцу своје академске милости. Његови непријатељи назвали су га „званичним филозофом“. Он је почео да свој систем сматра за један део природних закона овога света; заборавио је да је његова властита дијалектика осудила његове мисли на пролазност и растурање. „Никада филозофија није говорила тако узвишеним језиком и никад њен царски углед није био тако признат и обезбеђен као отприлике године 1830.“ у Берлину.
Но, Хегел је веома брзо старио у тим срећним годинама. Био је расејан онако као што се генији приказују у анегдотама. Једнога дана ушао је у слушаоницу само с једном ципелом, пошто је другу, неопажено, оставио прилепљену за улично блато. Када се у Берлину године 1831. појавила колера, његово оронуло тело било је једна од првих жртава које су подлегле зарази. После боловања које је трајало само један дан умро је изненада и мирно у сну. Као што су у истој години рођени Наполеон, Бетовен и Хегел, тако је Немачка у кратком року, од године 1827. до 1832, изгубила Гетеа, Хегела и Бетовена. Они су стајали на крају једне епохе и били су последњи сјајни напор златног времена у Немачкој. Хегелов ванбрачни син, Лудвиг Фишер, умро је мало после служења холандској војсци у Батавији и вест о његовој смрти никада није стигла до његовог оца. Почетком следеће године, Хегелова сестра Христин извршила је самоубиство утапањем. Преостала два Хегелова сина - Карл, који је постао историчар; и Имануел, који је следио теолошки пут - живео је дуго и чувао рукописе и писма свог оца и издавао издања његових дела.
У августу 1831. епидемија колере стигла је до Берлина и Хегел је напустио град заузимајући смештај у Креузбергу. Сада у слабом здравственом стању, Хегел је ретко излазио. Како је нови семестар почео у октобру, Хегел се вратио у Берлин у погрешном уверењу да је епидемија углавном спласнула. До 14. новембра Хегел је био мртав. Лекари су узрок смрти прогласили колером, али је вероватно умро од друге гастроинтестиналне болести. Каже се да су његове последње речи биле: „Био је само један човек који ме је икада разумео, па чак и он мене није разумео.“
Његов рођендан долазио је одмах иза рођендана Гетеа; и поносна Немачка славила је њима у част двоструку свечаност сваке године.

## Филозофија
Хегел је био последњи од главних представника филозофског покрета познатог под именом немачки идеализам, који се развио пред крај 18. века, углавном као реакција на филозофију Имануела Канта. Његови главни представници, поред Хегела, били су Фихте и Шелинг. Идеализам је имао значајну улогу у филозофском животу Немачке, све до четврте деценије 19. века. Као и његове колеге, Хегел је био убеђен да Кантова филозофија не представља последњу реч у филозофији, пошто преко њених принципа није било могуће замислити једну „уједињену теорију стварности” (метафизику), што је био коначни циљ његове филозофије. За Хегела, као и његове претходнике, „уједињена теорија стварности” је она која је у стању дати системска објашњења свих облика стварности, с полазиштем у једном принципу, или субјекту. Те облике стварности не чине само соларни системи, физичка тела и различити типови органског живота, на пример, биљке, животиње и човек, него и физички феномени, друштвени и политички облици организације, као и уметничко стваралаштво и постигнућа у другим деловима културе, као што су религија и филозофија. Хегел је веровао да је један од суштинских задатака филозофије, систематско објашњење свих ових различитих феномена с полазиштем у једном једином принципу, односно, другим речима, успостављање превласти „уједињене теорије стварности” (метафизике). У то је веровао пошто је сматрао да једино теорија такве природе може дати предност знању уместо веровању. Хегелов циљ овде, освајање веровања, дефинише његов филозофски програм, као што је случај са другим немачким идеалистима у ширем контексту филозофије немачког просветитељства.
По Хегелу, фундаментални принцип који објашњава свеукупну стварност је разум. Разум, како га Хегел схвата, није неки квалитет који се приписује одређеном субјекту, већ, супротно, сума укупне стварности. У складу с овим веровањем, Хегел тврди да су разум и стварност у ствари једно иста ствар. Само је разум стваран и само је о стварности могуће размишљати. Разлози који су навели Хегела да поистовети разум са стварношћу су вишеструке природе. С једне стране, постоје одређене мотивације које се тичу његових теолошких уверења, те је у складу с њима неопходно дати филозофску интерпретацију свеукупне стварности како би се у исто време изнашло оправдање за основне претпоставке хришћанства. С друге, неопходно је идентификовати епистемолошка уверења која би подржала његову теорију да су разум и стварност исте природе. Међу тим уверењима налазе се следеће претпоставке: да је спознаја стварности једино могућа ако се прихвати да је о стварности могуће размишљати, пошто у супротном, не би била доступна чулима, као и да једино могуће спознати оно што је стварно.
Иако Хегел разум сматра сумом све стварности, заговара да га не треба схватати кроз Спинозин модел супстанци. Предлаже да се разум схвати као процес који има свој крајњи циљ, а то је спознаја разума кроз самог себе. Пошто је разум свеукупна стварност, циљ ће се постићи када разум препозна себе као апсолутну стварност. Сходно томе, задатак филозофије је да да кохерентну представу тог процеса, а који на крају води до самоспознаје разума. Хегел је представио тај процес преко аналогије са моделом развоја једног организма, који се дешава у више слојева. Основна претпоставка која управља тим процесом је да разум треба схватити парадигмом једног „живог организма”. Хегел схвата живи организам као један ентитет који представља успешну реализацију плана, где су саздане све његове индивидуалне карактеристике. Назвао је тај план „концепт једног ентитета”, посматрајући његову успешну реализацију кроз развојни процес, где свака од његових индивидуалних карактеристика стиче спознају о стварности. У складу с овим претпоставкама, Хегел разликује концепт разума од процеса његове успешне реализације (остварења). У филозофском систему који је назвао Wissenschaft der Logik (Наука о логици), детаљно излаже концепт разума. У првом делу тог система, расправља о више његових елемената, постављајући их у један систематски контекст, док је сам процес његове реализације представио у друга два дела свог система, Philosophie der Natur (Филозофија природе) и Philosophie des Geistes (Филозофија духа). Поред своје систематске функције, а коју чини представљана разума на хегеловски начин, односно као свеукупне или апсолутне стварности, оба дела, у сваком случају понаособ, имају једну специфично материјалистичку функцију. У Филозофији природе, Хегел покушава дати један опсежан опис свих аспеката природних феномена, кроз један систем чињеница који се временом све више усложава. Полази од простијих концепата као што су простор, време и материја, да би завршио са теоријом о животињском организму. Филозофија духа се бави различитим психолошким, социолошким и културним облицима стварности. Карактеришу је претпоставке о постојању ствари као што су истинске или духовне чињенице, које не сматра субјективним стањима свести, већ независним стварима са објективном егзистенцијом. Као њихове примјере наводи државу, уметност, религију и историју.

### Развој система: рани списи
Ране године Хегелове интелектуалне каријере карактерише веће интересовање за јавно просвећивање и јавно образовање а мање филозофске амбиције. Супротно својим колегама из студентских дана, Хелдерлину и Шелингу, чије су интелектуалне активности биле усмерене према унутрашњим филозофским расправама, Хегел је у својим раним списима тражио „начин да утиче на човеков живот”, како је једном писао Шелингу. За ове покушаје одговарајућом полазном тачком је сматрао анализу улоге и последица за човека, оних ствари које се приписују религији, посебно хришћанству, и такође социјални контекст нације. У овом раном приступу јављају се два интересовања. С једне стране, Хегел настоји да покаже како се религија развила у моћ која је непријатељски настројена према животу, која свој ефекат на човека производи кроз страх и захтева његово потчињење. С друге, међутим, покушава да разуме услове под којим би се религија могла претворити у продуктивни елемент у животу појединца и друштва. Ова Хегелова истраживања религије из раних година (од 1793 до 1800), су била под снажним утицајем културне критике и друштвених теорија Русоа, филозофије религије Канта, и властитом критичком оценом теолошких ставова својих професора теологије са Универзитета у Тибингену. Најзначајнији Хегелови списи из овог периода су сачувани у фрагментима а касније су постали познати под насловима Die Positivität der christlichen Religion (Позитивност хришћанске религије; 1795–6) и Der Geist des Christentums und sein Schicksal (Дух хришћанске религије и њене вере; 1798–9).
Хегелова критика религије се концентрише на концепт „позитивне религије”. По њему, позитивна религија је она чији се суштински садржај и принципи не могу учинити доступним људском разуму. Стога се они јављају као неприродни и натприродни, заснивају се на ауторитету и захтевају послушност. Јеврејска религија је парадигма позитивне религије, каже Хегел. Такође сматра да је током историје хришћанска религија трансформисана у позитивну религију, другим речима, у религију која чини да се људска бића отуђују од самих себе и својих  најближих. Покушава да идентификује културне и друштвене узроке за објашњење ове трансформације. У директној супротности са позитивном религијом, Хегел осмишљава оно што он назива „природном религијом” коју дефинише као ону чије доктрине одговарају људској природи: ону која дозвољава или чак подстиче људе да живе не само у складу са сопственим потребама, склоностима и добро промишљеним уверењима, већ такође да се не отуђују једни од других.

### Развој система: списи из Јене
Списи Хегеловог јенског периода (1801–6) могу се поделити на критичке и системске. Међу критичким списима је његово прво филозофско дело, Разлика између Фихтеовог и Шелинговог система филозофије, и већина есеја које је објавио у Критичком журналу филозофије, који је заједно са Шелингом уређивао. У овим есејима Хегел се открива као критичар филозофије свога времена, посебно ставова Канта, Јакобија и Фихтеа које је оптужио да се у својим филозофијама баве „рефлективном филозофском субјективношћу”, како је стајало у поднаслову његовог есеја Вера и знање (1802). За Хегела рефлективна филозофија је у почетку израз једног доба или историјских околности, које је подложно културним дихотомијама (Bildung), а које су коначно производи одређеног „разумевања” и чије се делање сматра подељеним и изолативним. Будући да је подложно тим дихотомијама, немогуће је да их оно превазиђе и врати хармонију коју је „разумевање” уништило. Филозофија таквог времена такође дели његову судбину, будући да није у стању да уклони, барем не у теорији, сукобе који су производ конкретних облика дихотомије. Јер чак и када филозофија настоји да их превазиђе – према Хегелу, „једини интерес разума” – и на тај начин упућује на одређену идеју јединства или хармоније, чак и тада она остаје заробљена у условима свога доба и не постиже ништа више до нових и још оштријих сукоба.
Према Хегелу, општи облик у основи различитих сукоба може се окарактерисати као сукоб између субјективности и објективности. Покушаји рефлективне филозофије да их превазиђе, по њему пропадају јер су углавном апстрактни: то јест, не узимају у обзир ни субјективну ни објективну компоненту сукоба и проглашавају га решеним занемаривањем или апстраховањем било које од поменутих компоненти. У апстраховању од субјективности, објективност (у Хегеловој терминологији) се поставља као апсолутна, што доводи до подређености субјективности. Овакво помирење сукоба између субјективности и објективности карактеристично је за све религије које се Хегеловом дефиницијом могу описати као „позитивне”. Ако се, ипак, полази апстраховањем од објективности, и субјективност се на тај начин уздиже као апсолутна, тада објективност постаје зависна од субјективности. Ова једнострана апсолутизација субјективности је Хегелов приговор филозофијама Канта, Јакобија и Фихтеа и разлог што њихове теорије описује као облике „рефлективне филозофије субјективности”.
У својим раним годинама у Јени и за разлику од филозофских ставова које је подвргао критици, Хегел је заједно са Шелингом претпоставио да се описани сукоб између субјективности и објективности може превазићи само филозофијом идентитета. Филозофија идентитета претпоставља да (1) за сваку супротност постоји јединство које треба сматрати јединством супротстављених чиниоца, и (2) да супротстављени чиниоци нису ништа друго до њихово јединство у опису или у облику тих супротности. Ови предуслови сугеришу да превазилажење супротности између субјективности и објективности треба разумети као јединствени процес реконструкције јединства, у основи супротстављених чиниоца и уједно њиховог остварења. Следом концептуалних претпоставки којима је Хегел у то време давао предност, јединство које треба реконструисати у идентитетској филозофији дефинише се као „субјект-објект”, а сам субјект и објект се означавају респективно као „субјективни субјект-објект” или „објективни субјект-објект”. Процес реконструкције субјект-објекта помоћу претпоставки идентитетске филозофије састоји се у препознавању субјективног и објективног субјект-објекта у њиховој специфичној једностраности, или међусобној супротности, и на тај начин се стиче увид у саму унутрашњу структуру субјект-објекта као јединства које лежи у основи два сукобљена чиниоца и која их првенствено омогућава. Мада Хегел није одржао ову терминологију сво време проведено у Јени, ипак је остао веран пројекту развоја јединства за које је сматрао да мора бити свеобухватно и да га изнутра сачињавају његови супротстављени елементи. Разнолики покушаји формалног описа процеса који би за циљ имао јединство довели су га до различитих системских модела. Сваки је садржавао – иако у варијацијама терминологије и детаља – дисциплину коју је у почетку Хегел дефинисао као „логичко-метафизичку” (или „логика и метафизика”), као и тзв. „филозофију стварности” (Real-Philosophie), другим речима „филозофију природе”, као и ону коју ће касније назвати „филозофијом духа”.
Системска дела јенског периода, поред Феноменологије духа, углавном укључују три јенска нацрта хегеловског  филозофског система. Од ових (у неким случајевима) свеобухватних фрагмената опстали су углавном делови који се баве филозофијом природе и духа. Што се тиче природе, у свим јенским верзијама овог дела хегеловског система опис свих природних појава, анализа њихових процеса и међусобних односа постиже се прибегавањем двама суштинским чиниоцима, које Хегел назива „Етар” и „Материја” (Materie). „Етар” је нешто попут материјализованог апсолута, који се изражава и развија у царству простора и времена. Хегел је овај ентитет сада повезао са развојем одређења природе као апсолутне материје, или алтернативно као апсолутног бића, а задатак филозофије природе лежи у тумачењу различитих природних појава – од сунчевог система и закона који управљају његовим кретањем до болести и смрти живих организама – као различите манифестације ове апсолутне материје. Хегелу је стало не само да покаже да је било који одређени природни феномен на свој особен начин специфичан израз апсолутне материје, већ изнад свега, он брине да докаже да је природа јединство уређено на посебан начин. Као посебан израз апсолутне материје, сваки природни феномен представља елемент у одређеном низу природних појава. Положај природног феномена у поретку природе дефинисан је одређеним начином на који се у њему изражава апсолутна материја. Последица овог приступа је да се овде природни поредак разуме као дефинисан одређеним постулатима који произлазе из структурних услова апсолутне материје и методолошких максима целокупног описа ових услова. Разлике између јенских верзија Хегелове филозофије природе углавном проистичу из укључивања нових чињеница које је тренутна наука учинила доступним; али његове основне претпоставке се одржавају нетакнуте.

### Систем: Наука о логици
Центар хегеловског система је дисциплина коју је назвао „Логика”. У њој је садржана његова целокупна доктрина о категоријама (да употребимо традиционалну терминологију). Дисциплини логике Хегел је посветио своје најобухватније и најсложеније дело, Наука логике (1812–16), а касније је додао њену скраћену верзију у Енциклопедију филозофских наука.
Полазна тачка Логике је разумевање, које се по Хегелу оправдава оним из Феноменологије духа, (1) да је укупно истинско сазнање сазнање о самом себи, и (2) да је субјект тог сазнања, односно онога што зна о себи, разум. Пошто Хегел – следећи Шелинга – стварним једино сматра оно што се може сазнати, закључује на основу резултата своје Феноменологије духа, да је једино разум стварност. О разуму мисли као о изнутра и споља сложеном ентитету. Затим сада разликује између Концепта разума и процеса његовог остварења. Предмет науке о логици је концептуално, односно за Хегела, логичко развијање тог Концепта. Пошто је овде Концепт једино оно што је стварно, Хегел сада може да тврди да Наука о логици преузима место традиционалне метафизике, чији је задатак био расветљавање основних начина на које можемо мислити о стварности.

### Логика
Од времена Лајбница до широког усвајања Фрегеове логике 1930-их, сваки стандардни рад на логици састојао се од три поделе: доктрине о концепту, просуђивању и закључивању. Концептне доктрине се баве систематским, хијерархијским односима најопштијих класа ствари. Судске доктрине истражују односе субјекта и предиката; а доктрине закључивања излажу облике силогизама првобитно пронађене у аристотеловском појму логика.
Заиста, „логика“ на пољу континенталне филозофије деветнаестог века поприма низ значења од „метафизике“ до „теорије науке“, од „критичке епистемологије“ до „прве филозофије“. А расправе о природи логике биле су испреплетене са конкуренцијом за наслеђивање Кантовог плашта и с њим будућег правца немачке филозофије. Свака нова логичка књига постављала је нову тврдњу у вековном експанзионистичком рату међу филозофским трендовима.
Наука логике (коју је потоњи Хегел сматрао централном у својој филозофији) може се сматрати значајним доприносом истраживачком програму метафизике категорије у њеном посткантовском облику, узимајући у обзир пројекат за који је Кант сматрао да је неопходан, али сам није наставио: „да забележи и, колико је то могуће, потпуно каталогише“ изведене концепте чистог разумевања и „у потпуности илуструје његово породично стабло."
Логика је анализа не метода мишљења, него појмова којима се човек служи при мишљењу. Ове Хегел изједначује са Кантовим категоријама — бићем, квалитетом, квантитетом, релацијом итд. Први је задатак филозофије да рашчлани ове основне појмове који се у свему нашем мишљењу час амо час тамо бацају. Између свих најважнији је појам релације или односа; свака представа је група односа; једну ствар можемо замишљати само у односу према нечему другом, и обраћајући пажњу на њене сличности и различности. Представа без ма каквих односа јесте празна; то је све што је замишљано ставом: „Чисто Биће и Ништа јесу исто.“ Биће апсолутно лишено односа или квалитета не постоји, и не може му се придати никакав смисао. Ова теза донела је бескрајан низ досетки, који се још наставља; и она је истовремено била и сметња и мамац за проучавање Хегеловог мишљења.
Најопштији од свих односа јесте однос контраста или супротности. Свако стање мишљења или ствари — свака представа и свака ситуација у свету — води неодољиво ка својој супротности, и с овом се удружује у једну вишу или сложенију целину. Ово „дијалектичко кретање“ прожима све списе Хегелове. То је, разуме се, стара мисао коју је већ наговестио Емпедокле, и остварио у „златној средини“ Аристотел, који је учио да је „сазнање супротности једно“. Истина је (као електрон) органско јединство супротних делова. Истина конзервативизма и радикализма лежи у либерализму — у отвореном духу и опрезној руци, и у отвореној руци и опрезном духу; образовање наших схватања о важнијим питањима јесте све слабија осцилација између екстрема; у свима спорним питањима важи став да veritas in medio stat. Кретање еволуције јесте непрестано развијање супротности, и њихово мешање и помиривање. Шелинг је имао право: — постоји оснивачки „идентитет супротности“; и Фихте је имао право: — теза, антитеза и синтеза образују формулу и тајну сваког развитка и сваке реалности.
Јер се не развијају само мисли према „дијалектичком кретању“, него и ствари; свака дана ситуација има у себи једну противречност коју развитак мора да разреши јединством без супротности. Тако, несумњиво, садашњи друштвени поредак крије у себи једну противречност: јаки индивидуализам који је у време економске младости и неисцрпних врела био нужан, у доцније време изазива тежњу за кооперативним обликом државе; али, будућност неће доживети ни садашњу реалност ни идеалну слику будућности, него једну синтезу у којој ће се наћи понешто из сваке од те две области да образују виши облик живота. Но, и тај виши степен поцепаће се у једну плодовиту противречност, и тако ће се пењати до још вишег степена организације, до сложености и јединства. Зато је кретање идеја исто као и кретање ствари: у сваком од њих влада дијалектички напредак од јединства кроз различности до јединствене различности или до различног јединства. Мишљење и биће следују истом закону; и логика и метафизика јесу једно исто.
Дух је необилазно нужни орган за опажање овога дијалектичкога процеса и овога јединства у различности. Функција духа, и задатак филозофије, јесте откривање јединства које потенцијално лежи у различности; задатак етике јесте уједињавање карактера и начина живота; а задатак политике јесте уједињавање јединки у државу. Задатак религије јесте поимање и осећање оног апсолутног у којем су све супротности разрешене у јединство, оног великог збира бића у којем су једно материја и дух, субјекат и објекат, добро и зло. Бог је систем односа у којем се крећу све ствари и добијају своје биће и свој смисао. У човеку се апсолутно уздиже до самосвести, и постаје апсолутна идеја — то јест, мисао која саму себе прима као део апсолутног, превазилази индивидуалне ограничености и намере, и докучује, иза универзалне борбе, сакривену хармонију свих ствари. „Ум је супстанција света; ... план васељене је апсолутно уман.“
Не као да би борба за живот и зло били пука негативна уображења; они су довољно реални; али, у перспективи мудрости, они су степени испуњавања и добра. Борба је закон растења; карактер се образује у вихорима и под притиском живота; и човек достиже своју пуну величину само кад је прошао кроз ватру притешњености, одговорности и патње. Чак и бол има нешто умно; он је знак живота и подстрек за реконструкцију. И страст има своје место међу умним стварима: „Ништа велико у свету није извршено без страсти“; чак и егоистичне тежње једнога Наполеона утицале су ненамерно на развитак народа. Живот није створен за срећу, него за напоре. „Историја света није земљиште среће; периоди среће празни су листови у њој, јер су то периоди хармоније; а једна таква тупа задовољност самим собом није човека достојна. Историја се ствара само у оним временима у којима се противречности стварности разрешавају растењем, као што скањивање и тромост младости у зрелим годинама прелазе у лакоћу и поредак. Историја је једно дијалектичко кретање, безмало низ револуција, где народи после напора, и генији после генија постају оруђа Апсолутног. Велики људи мање су очеви него бабице будућности; мајка њихових дела јесте Zeitgeist, дух времена. И геније меће само један камен на гомилу, као што су то други чинили; али, „он има на неки начин срећу да буде последњи, и чим је он свој камен метнуо, заблиста грађевина као грађевина из његових сопствених руку.“ Такве јединке у овим својим циљевима нису имале свест о општој идеји; ... али, проникнуле су у потребе времена — у оно што је подесно за развитак. То је баш права истина њихова времена, њихова света; то је, такорећи, најближа врста на реду, и она је већ формирана у утроби времена.“
Чини се да таква филозофија доводи до револуционарних закључака. Дијалектички процес прави од промене основни принцип живота; ниједно стање није трајно; на сваком степену ствари находи се једна противречност коју може да разреши само „борба супротности“. Према томе, највиши закон политике је слобода — која држи отворен пут ка променама; историја је растење слободе, и држава јесте, или би требало да је организована слобода. У другу руку, учење да је „стварност умна“ има једну конзервативну боју: свако стање, мада је одређено да ишчезне, има божанско право које му припада као једном нужном степену у развитку; у извесном смислу брутална је истина да је „све што постоји добро“. И као што је јединство циљ развитка, поредак је први услов слободе.

### Систем: филозофија духа
Хегелова филозофија духа је подељена на теорије о субјективном, објективном и апсолутном духу. Филозофија субјективног духа садржи филозофску психологију; филозофија објективног духа је посвећена правној и политичкој теорији и његовој концепцији светске историје; и на крају, филозофија апсолутног духа представља његову теорију о уметности, религији и филозофији. Своју филозофију субјективног духа у основним цртама је представио у неколико параграфа у Енциклопедији филозофских наука (Enzyklopädie der philosophischen Wissenschaften im Grundrisse, 1830). Филозофију објективног духа је представио не само у Енциклопедији, већ такође детаљно у делу које је још у његово време било високо цењено, Основне црте филозофије права (Naturrecht und Staatswissenschaft im Grundrisse. Grundlinien der Philosophie des Rechts, 1821). У овом делу свог система, Хегел се поново базира на принципу који је већ развио у својој логичкој теорији, односно да нешто – овде ентитет под именом „дух” – мора искусити процес властитог остварења да би се оспособио за препознавање своје истине, онога што он јесте.

#### Филозофија субјективног духа
У филозофији субјективног духа се налази једна антропологија, феноменологија духа и психологија. У тим секцијама Хегел је описао и анализирао све феномене који утичу на соматске, психофизичке и менталне карактеристике, услове, процесе и деловања индивидуе. Опсег предмета које покрива се креће од природних квалитета индивидуе, изражених кроз темперамент, карактер, физиономију, а путем осећајности, осећаја, свести и жеље, па до самосвести, интуиције, представе, мишљења и воље. Овде се налази и Хегелова теорија о усвајању језика, практичног осећаја, достигнућима и функцији маште, одбрана моћи навике која одржава живот, његова решења за проблем ум-тело, његово разумевање порекла и лечења душевних болести и друго. Хегелов циљ у овим анализама јесте да замени уобичајени приступ емпиријске психологије једним филозофским приступом психолошком феномену. Доминантна карактеристика овог филозофског става, каже се, јесте да дозвољава интерпретацију субјекта психичких процеса као производа психичке активности, уместо простог објекта који се разуме као супстанца која поседује одређене моћи и способности, а које даље треба сматрати његовим суштинским особинама.

#### Филозофија објективног духа
Док је филозофија субјективног духа тек привукла малу пажњу до половине деветнаестог века, Хегелова филозофија објективног духа, односно правна и политичка теорија, привлачила је велику пажњу током деветнаестог а посебно у двадесетом веку. То није само из разлога што је она била од велике важности за марксисте и друге антилибералне друштвене теорије већ и због тога што је непрекидно била предмет силовите расправе и контроверзе, нарочито због њених политичких импликација. У свим својим верзијама, Хегелова политичка филозофија је основана на три главна уверења која је он неговао од своје младости до краја живота. Прво је да било која модерна правна и политичка филозофија мора садржати концепцију слободе која је била централна за европско просветитељство, посебно оно у Немачкој. Друго уверење је да се, нарочито у случају модерне политичке филозофије, мора одржати и усклађивати увид да целина има преимућство над одвојеним деловима, – као у случају целине коју је Аристотел формулисао у својој Политици. На крају, треће уверење чини примена принципа који обликује укупну Хегелову филозофију, наиме, да политичка филозофија мора одиграти своју улогу у потврди тезе која каже да је једино разум стварност. Хегел је покушао да оправда ова три уверења у оквиру теорије о објективном духу, (1) уводећи једну екстравагантну концепцију слободе, (2) идентификујући укупну Аристотелову филозофију са феноменом који је он назвао „етичким животом” и, (3) проглашавајући овај феномен „етичког живота” за саму „стварност разума”.
Хегел испуњава ову самонаметнуту потребу за интеграцијом слободе чинећи концепцију слободне воље централном за своју филозофију објективног духа; ово је место где његова карактеристична концепција слободе долази до изражаја. По Хегелу, воља је слободна не из разлога што може да бира своје циљеве из виртуелно безброј објективних алтернатива; истински слободна воља је воља која се једино самоодређује. Самоодређење за Хегела значи вољно указати на сама себе, препознати се. Тиме он мисли о слободи као о самоуказивању и на тај начин је усађује у концепт когниције, а који се такође оснива на идеји самоуказивања. Ово усађивање је крајње намерно с Хегелове стране, јер му отвара могућност да излаже процес системског расплета различитих одређења воље не само кроз различите начине остварења слободне воље, већ такође као процеса когниције.
С овом подлогом, Хегел прво развија своју правну и моралну теорију, које су преузеле све правне везе и облигациони карактер моралних дела од концепта слободне воље. У правној теорији, Хегел је дао свој допринос расправи о филозофским основама цивилног и криминалног закона. Његова основна теза овде је да је имовина, а чије је стицање и коришћење претпоставка за слободно делање, неопходан услов права у свим његовим различитим варијацијама. У теорији морала расправио је морално понашање аутономних субјеката кроз оквир стицања моралних ставова за сврху оцењивања дела и претварања самих моралних циљева у дела. Он о овим институцијама мисли као о облицима онога што је назвао „етичким животом” (Sittlichkeit). У Хегеловом језику, етички живот као основа за могућност закона и моралности јесте сама истина слободне воље, оно што слободна воља стварно јесте. Пошто је карактеристика истине слободне воље да буде стварност, следи да је, по Хегелу, етички живот такође истина слободне воље. Та стварност је стога „претпостављена целина”, без указа на која то расправа о закону или моралу уопште има смисла. Ова теза о функцији стварности етичког живота као основе за право и морал је у виду подсетника аристотеловске максиме о преимућству целине над деловима у политичкој филозофији.
За Хегела, етички живот се јавља у три институционална облика: породици, цивилном (грађанском) друштву и држави. (Цивилно (грађанско) друштво које се овде подразумева је у стварности „буржујско друштво”.) У теорији о породици су његова мишљења о етичкој функцији брака, оправдање моногамије, мишљења о породичној имовини и законима о наследству и његове максиме о одгоју деце. Теорија о цивилном друштву је постала широко позната и утицајна, посебно због Хегелове дијагнозе проблема који се јављају у друштву које се једино заснива на економским интересима и елементарним потребама његових појединаца. Ова дијагноза је резултат његових анализа друштва заснованог само на економским односима. Оне дугују доста делима политичке економије која су написали Адам Смит, Жан Батист Сеј и Дејвид Рикардо, на која Хегел често указује. По Хегелу, цивилно (буржујско) друштво схваћено као једна економска заједница је дефинисано чињеницом да у њему појединци могу задовољити своје потребе кроз рад. Разноликост природе тих потреба значи да се оне једино могу задовољити поделом рада у друштву. То наводи економске субјекте да се организују у гремије (Stände) и корпорације чији чланови сваки предузимају специфичне задатке у погледу друштвено организованог задовољавања властитих потреба. Овде Хегел препознаје три гремија: гремиј сељака пољопривредника, који он назива „гремијем субсистенције”; трговачки гремиј, у који укључује занатлије, произвођаче и трговце; и такозвани „општи гремиј’’ чији чланови испуњавају судске и законодавне функције. Корпорације су углавном сачињене од гремија трговаца. Иако ово укупно царство цивилног (буржујског) друштва организовано на овај начин укључује правна ограничења, и регулисано је цивилним и криминалним законима, оно се свеједно не може одржати стабилним бесконачно времена. Разлог је што није могуће избећи поларизацију између сиромашне већине и богате мањине која се јавља код пренасељености, тако да на крају сво друштвено богатство неће бити довољно да задовољи чак ни најелементарније потребе свих појединаца. Последице су колонизација и настанак „пролетеријата”. Обоје ће тежити да уништи овакво цивилно (буржујско) друштво.
Следећи Хегелове аргументе, цивилно друштво може једино избећи такву судбину уколико његови чланови делују не у складу са њиховим личним интересима и потребама, већ ако препознају државу као „општу сврху”, и усмере своја деловања да њено одржавање. Хегел разуме државу као уставотворну монархију са поделом власти. Сматра да држани устав није ни на који начин производ неке институције која би се искључиво бавила његовим стварањем, нити је резултат рада неких посебних појединаца. Стога је „апсолутно неопходно да устав, иако производ прошле историје, не сматрамо готовим ентитетом.” Устав је најпре израз духа народа, стваран кроз историју да задовољи њихове потребе и обичаје. Овакво разумевање омогућује Хегелу да задржи, с једне стране, да сваки народ има „устав који му одговара”, а с друге, да инсистира на томе да нема пуно слободног простора да се он мења. Уставни облик разумно организоване државе мора бити монархија, јер њена карактеристична индивидуалност једино може бити изражена у виду конкретног појединца ком се као личности могу приписати суверени акти државе. Хегел такође фаворизује наследну монархију пошто види процес одређивања личности за монарха на основу његовог порекла као метод који је најмање подложан арбитрарним одлукама. Хегелова теорија државне власти (Staatsgewalten) препознаје, као додатак краљевској власти кнежевску власт (fürstliche Gewalt) која представља коначну инстанцу за доношење одлука, власт владе (Regierungsgewalt) и на крају законодавну власт (gesetzgebende Gewalt). Задатак владе, која за Хегела такође укључује правосудну власт, јесте да ради на остварењу општих интереса државе, осигура владавину права и спроводи законе. Законодавна власт је одговорна за „даље одредбе” устава и закона. Извршну власт врши скупштина гремија подијељена у двије коморе. У првој комори су појединци из одређене групе моћних земљопоседника изабраних на основу порекла свог рођења; другу комору чине представници корпоративних удружења цивилног (буржујског) друштва, појединци које су изабрале њихове корпорације за своје представнике у скупштини. Тако су у Хегеловом моделу државе обе скупштинске коморе конституисане без директног укључивања остатка грађана. Хегелова теорија државе је произвела значајне контроверзе, посебно у његово време, због своје изричите одбране наследне монархије и снажних анти-демократских карактеристика у свим питањима која се тичу политичког представљања свих њених грађана. Посебно је овај део његове политичке филозофије, већ половином деветнаестог вијека, довео до осуде и на крају тврдње да је Хегел у ствари званични филозоф Пруске државе, а коју је изразио Артур Шопенхауер.

## Научни рад
Једаред је један Француз замолио Хегела да му овај износе своју филозофију у једној реченици; Хегелу је то мање пошло за руком неголи калуђеру који је имао да дефинише хришћанство стојећи на једној нози и који је овако просто рекао: „Воли свога ближњега као себе самога“. Хегел је сматрао за подесније да одговори у десет свезака; и кад су ове биле написане и објављене, и кад је цео свет о њима говорио, он се жалио да га разуме само један једини човек, али ни овај нарочито. Највећи део његових списа састоји се, као радови Аристотелови, из нацрта што их је правио за своја предавања, или, још горе, из студентских бележака о његовим предавањима. Само су Логика и Феноменологија из његове руке, и то су мајсторска дела неразумљивости, помрачена апстрактним и збијеним стилом, мађиски оригиналном терминологијом, и претерано обазривом модификацијом свих ставова, у којој се огледа баш готско богатство ограђивачких клаузула. Хегел описује своје дело „као покушај да филозофију научи говорити немачким језиком.“ То му је успело.

## Дело

### Немачка издања значајних дела
- (1968-) Gesammelte Werke, ed. von der Rheinisch-westfälischen Akademie der Wissenschaften, Hamburg: Meiner. (Критичко-историјско издање у прогресу. До 1996. године објављено је 15 томова.)
- (1832—45) Werke. Vollständige Ausgabe durch einen Verein von Freunden des Verewigten, 18 vols in 21, Berlin: Duncker & Humblot. (Прво издање које је припремило једно удружење пријатеља Хегела; садржи добар број Хегелових предавања. Нарочито битни томови у овом издању су: Том 9. – предавања из филозофије историје; Томови 10 и 1-3 — предавања из естетике; Томови 11-12 – предавања из филозофије религије, Томови 13-15 – предавања из историје филозофије.)
- (1970) Werke in 20 Bänden (Theorie-Werkausgabe), ed. E. Moldenhauer and K.M. Michel, Frankfurt: Suhrkamp. (Модификовано и проширено издање из 1832-45. године.)
- (c.1793-1800) Theologische Jugendschriften, ed. H. Nohl, Tübingen: J.C.B. Mohr, 1907, reprinted 1968. (Збирка рукописа писаних пре 1801. године.)
- (1801a) De Orbitis Planetarum, Jena: Seidler. (Есеј)
- (1801b) Differenz des Fichte’schen und Schelling’schen Systems der Philosophie, Jena: Seidler. (Хегелов први филозофски спис.)
- (1802) Glauben und Wissen oder die Reflexionsphilosophie der Subjektivität, in Kritisches Journal der Philosophie, ed. F.W.J. Schelling and G.W.F. Hegel, Tübingen: Cotta. (Ране критике на рачун филозофије Канта, Јакобија и Фихтеа.)
- (c.1803-4) Jenaer Systementwürfe I, newly ed. K. Düsing and H. Kimmerle, Hamburg: Meiner, 1986. (Делови његовог првог система.)
- (c.1804-5) Jenaer Systementwürfe II, newly ed. R.P. Horstmann, Hamburg: Meiner, 1982. (Ране концепције логике и метафизике и делови филозофије природе.)
- (c.1805-6) Jenaer Systementwürfe III, newly ed. R.P. Horstmann, Hamburg: Meiner, 1987. (Недовршена верзија филозофије природе и филозофије духа.)
- (1807) System der Wissenschaft. Erster Theil, die Phänomenologie des Geistes, Bamberg & Würzburg: Goebhardt. (Познати увод у систем.)
- (1812—16) Wissenschaft der Logik, Nürnberg: Schrag, 3 vols. (Екстензивна елаборација његове метафизичке логике.)
- (1821) Naturrecht und Staatswissenschaft im Grundrisse. Grundlinien der Philosophie des Rechts, Berlin: Nicolai. (Садржи теорију закона и моралности; такође друштвену и политичку филозофију.)
- (1830) Enzyklopädie der philosophischen Wissenschaften im Grundrisse. Dritte Ausgabe, Heidelberg: Winter. (Последња и најкомплетнија верзија његовог система.)
- (1952—81) Briefe von und an Hegel, ed. J. Hoffmeister and F. Nicolin, Hamburg: Meiner, 4 vols. (Издање са коментарима његове личне кореспонденције)
- (1983-) Vorlesungen. Ausgewählte Nachschriften und Manuskripte, Hamburg: Meiner. (Издање са великим бројем рукописа који се заснивају на белешкама његових студената; многи откривени тек у скорије време.)

### Српскохрватска издања значајних дела
- Јенски списи 1801—1807, Сарајево „Веселин Маслеше“ 1983.
- Рани списи, Сарајево „Веселин Маслеше“ 1982.
- Феноменологија духа, Београд „Дерета“ 2005 / Загреб „Љевак“ 2000 / Београд „БИГЗ“ 1991,1986,1979,1974 / Загреб „Напријед“ 1987 / Загреб „Култура“ 1955.
- Естетика 1-3, Београд „БИГЗ“ 1991,1986,1979,1975 / Београд „Култура“ 1970,1961,1959,1955,1952.
- Историја философије 1-3, Београд „БИГЗ“ 1991,1983,1975 / Београд „Култура“ 1970,1964.
- Дијалектика, Београд „Дерета“ 1991 / Београд „Култура“ 1958 / Београд „Г. Кон“ 1939
- Филозофија историје (повијести), Београд „Бардфин“ 2006 / Београд „Федон“ 2006 / Загреб „Напријед“ 1966 / Загреб „Култура“ 1951.
- Основне црте филозофије права, Сарајево „Веселин Маслеше“ 1989,1964.
- Предавање о доказима за битак Бога, Загреб „Дерета“ 2007.
- Предавања о филозофији религије, Врњачка Бања „Еидос“ 1995.
- Енциклопедија филозофских знаности, Сарајево „Веселин Маслеше“ 1987,1965.
- Наука (Знаност)логике, Београд „БИГЗ“ 1987 / Београд „Просвета“ 1979,1977,1973 / Загреб „Деметра“ 2004,2003.
- Сустав чудотворности, Загреб „Студентски центар“ 1976.
- Филозофија проподеутика, Београд „Графос“ 1985,1980,1975.
- Политички и правни списи, Београд „Нолит“ 1981.
- Систем обичајности, Београд „Модерна“ 1990.
- Предавање о Платону (1825—1826), Загреб „Деметра“ 1999.